# Lungtok Gyatso
Lungtok Gyatso var den nionde inkarnationen av Dalai Lama i Gelug-skolan i den tibetanska buddhismen.
Han föddes i en liten by i Dan Chokhor i Kham, nära Choekor-klostret. 1807 identifierades han som inkarnationen av den åttonde Dalai Lama. Trots att man inte tagit hänsyn togs det lottningsförfarande som Qianlong-kejsaren anbefallt 1793, erkände den regerande Jiaqing-kejsaren valet av pojken 1808 och han kunde bestiga tronen i Potalapalatset 1810 som den nionde Dalai Lama.
Den nionde Dalai Lamas regeringstid blev dock kort, då han avled redan 1815 vid cirka nio års ålder.